# Heliconia papuana
Heliconia papuana är en enhjärtbladig växtart som beskrevs av Walter John Emil Kress. Heliconia papuana ingår i släktet Heliconia och familjen Heliconiaceae. Inga underarter finns listade.